# 미스 그랜드 인터내셔널
미스 그랜드 인터내셔널(영어: Miss Grand International)는 ‘평화와 비폭력’을 주제로 미스 그랜드 인터내셔널 조직위원회(Miss Grand International Organization)에서 실시하는 세계적인 연간 인터내셔널 미인 선발 대회이며, 나왓 이타 라그 리실의 소유 하에 있으며. 미스 그랜드 인터내셔널 은 미스 유니버스, 미스 월드, 미스 인터내셔널,과 함께 세계 미인대회 탑10 규모의 월드대회다 .
미스 그랜드 인터내셔널은 2013년에 세계 대회가 시작되었고, 이후 수준 높은 대회운영과 관리, 공정하고 엄격한 심사로 세계적 명성을 얻고 있다. 가장 최근에 열린 대회인 미스 그랜드 인터내셔널 2024의 우승자는 인도의 레이첼 굽타.

## 역대 우승자
| 연도 | 국가            | 미스 그랜드 인터내셔널   | 국가 내 대회 명칭           | 개최지                       | 참가국 |
| ---- | --------------- | ------------------------ | --------------------------- | ---------------------------- | ------ |
| 2025 | TBA             | TBA                      | TBA                         | 태국, 방콕                   | TBA    |
| 2024 | 필리핀          | 크리스틴 줄리안 오피아자 | 미스 그랜드 필리핀          | 태국, 방콕                   | 68     |
| 2024 | 인도            | 레이첼 굽타              | 미스 그랜드 인도            | 태국, 방콕                   | 68     |
| 2023 | 페루            | 루시아나 푸스터          | 미스 그랜드 페루            | 베트남, 호찌민시             | 69     |
| 2022 | 브라질          | 이사벨라 메닌            | 미스 그랜드 브라질          | 인도네시아, 자카르타         | 68     |
| 2021 | 베트남          | 응우옌 툭 투이 티엔      | 미스 그랜드 베트남          | 태국, 방콕                   | 59     |
| 2020 | 미국            | 아베나 아피아            | 미스 그랜드 미국            | 태국, 방콕                   | 63     |
| 2019 | 베네수엘라      | 발렌티나 피게라          | 엘 콘쿠르소                 | 베네수엘라, 카라카스         | 60     |
| 2018 | 파라과이        | 클라라 소사              | 미스 그랜드 파라과이        | 미얀마, 양곤                 | 75     |
| 2017 | 페루            | 마리아 호세 로라         | 미스 그랜드 페루            | 베트남, 푸꾸옥섬             | 77     |
| 2016 | 인도네시아      | 아리스카 푸트리 페르티위 | 푸테리 인도네시아           | 미국, 네바다주, 라스베이거스 | 74     |
| 2015 | 오스트레일리아  | 클레어 엘리자베스 파커   | 미스 그랜드 오스트레일리아  | 태국, 방콕                   | 77     |
| 2015 | 도미니카 공화국 | 아네아 가르시아          | 미스 그랜드 도미니카 공화국 | 태국, 방콕                   | 77     |
| 2014 | 쿠바            | 리스 가르시아            | 미스 그랜드 쿠바            | 태국, 방콕                   | 85     |
| 2013 | 푸에르토리코    | 제인리 차파로            | 미스 그랜드 푸에르토리코    | 태국, 방콕                   | 71     |

## 국가별 역대 우승 횟수
- 기준: 2024년

| 횟수 | 국가                                                                                               |
| ---- | -------------------------------------------------------------------------------------------------- |
| 2    | 페루                                                                                               |
| 1    | 필리핀, 브라질, 베트남, 미국, 베네수엘라, 파라과이, 인도네시아, 오스트레일리아, 쿠바, 푸에르토리코 |

## 갤러리

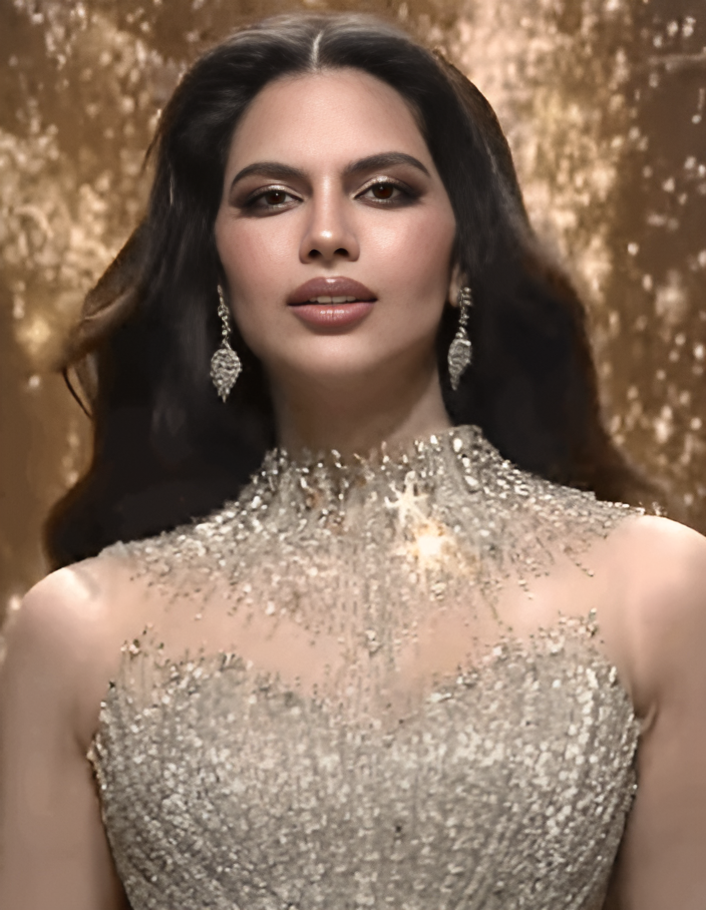
미스 그랜드 인터내셔널 편집하기 2024 레이첼 굽타
 인도
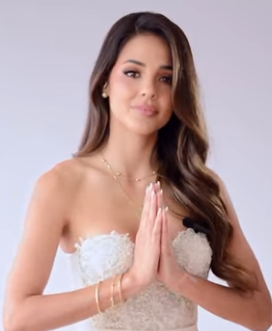
미스 그랜드 인터내셔널 편집하기 2023 루시아나 푸스터
 페루
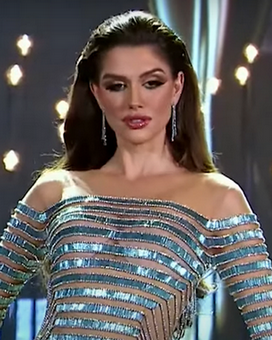
미스 그랜드 인터내셔널 편집하기 2022 이사벨라 메닌
 브라질
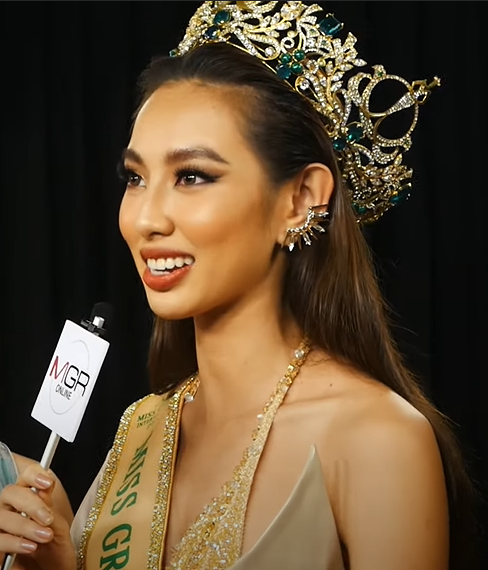
미스 그랜드 인터내셔널 편집하기 2021 응우옌 툭 투이 티엔
 베트남
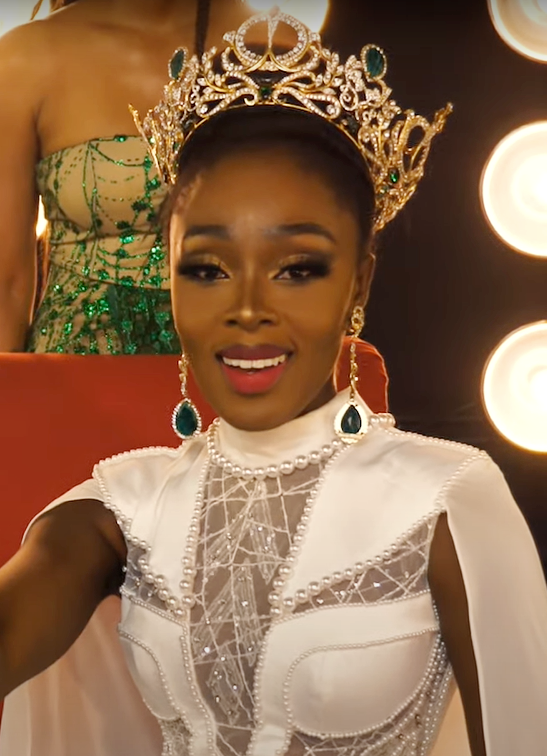
미스 그랜드 인터내셔널 편집하기 2020 아베나 아피아
 미국
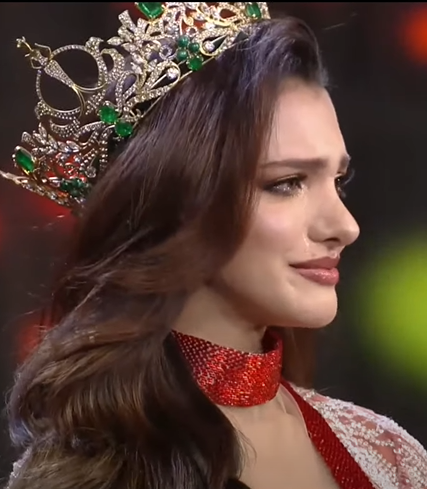
미스 그랜드 인터내셔널 편집하기 2019 발렌티나 피게라
 베네수엘라
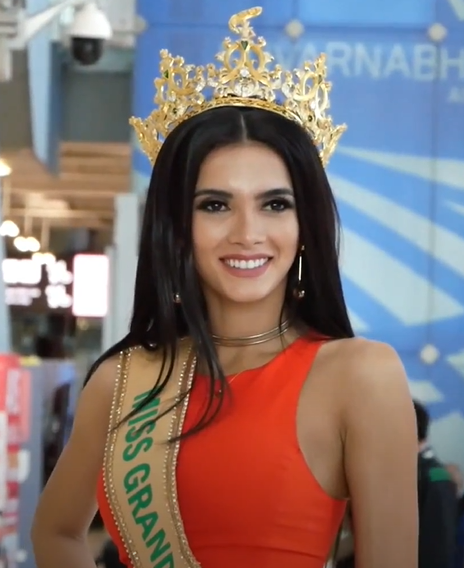
미스 그랜드 인터내셔널 편집하기 2018 클라라 소사
 파라과이
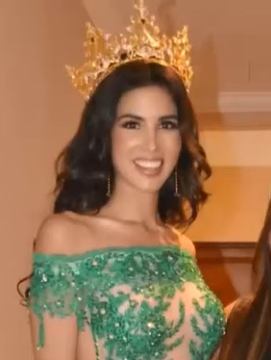
미스 그랜드 인터내셔널 편집하기 2017 마리아 호세 로라
 페루
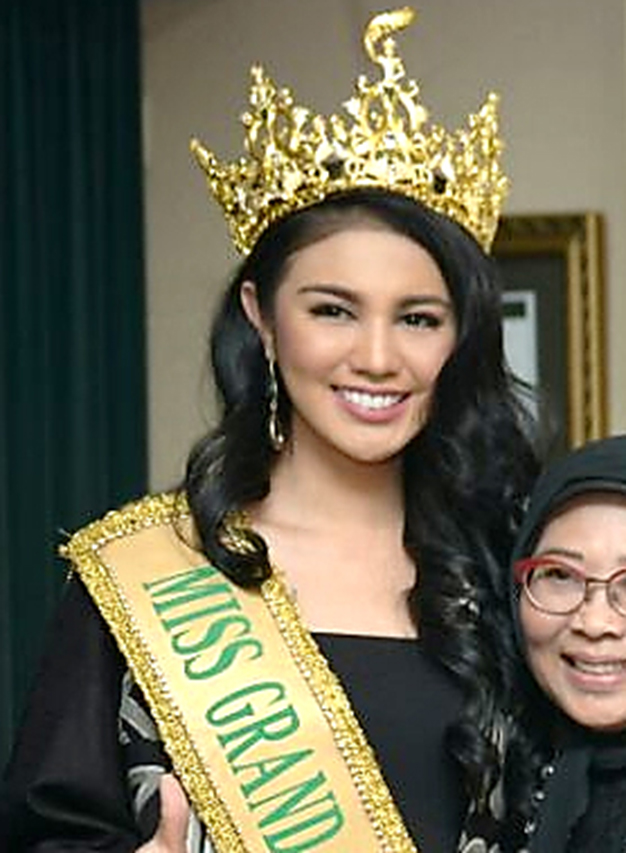
미스 그랜드 인터내셔널 편집하기 2016 아리스카 푸트리 페르티위
 인도네시아
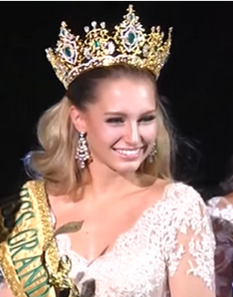
미스 그랜드 인터내셔널 편집하기 2015 클레어 엘리자베스 파커
 오스트레일리아
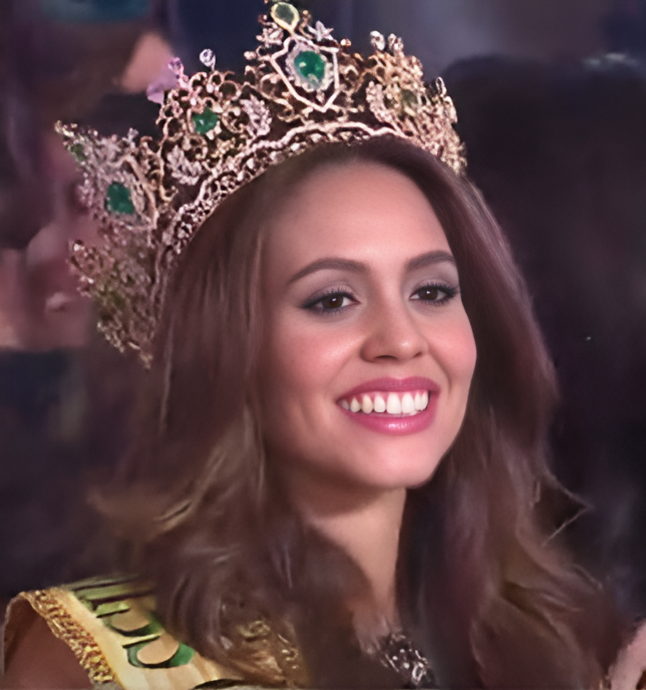
미스 그랜드 인터내셔널 편집하기 2014 리스 가르시아
 쿠바
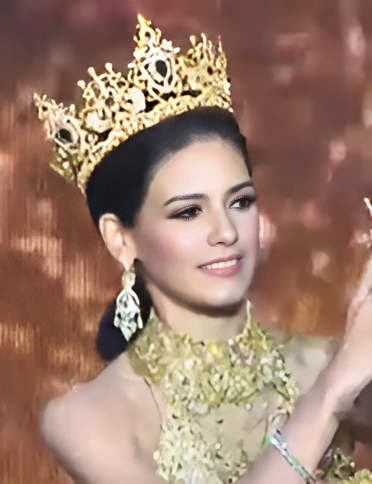
미스 그랜드 인터내셔널 편집하기 2013 제인리 차파로
 푸에르토리코

## 타이틀 보유자
| 년도 | 미스 그랜드 인터내셔널 우승 (1위)      | 준우승                                       | 준우승                            | 준우승                              | 준우승                              | 개최지               | 참가자 |
| 년도 | 미스 그랜드 인터내셔널 우승 (1위)      | 2위                                          | 3위                               | 4위                                 | 5위                                 | 개최지               | 참가자 |
| ---- | -------------------------------------- | -------------------------------------------- | --------------------------------- | ----------------------------------- | ----------------------------------- | -------------------- | ------ |
| 2013 | 푸에르토리코 자네리 차파로             | 도미니카 공화국 샹텔 마르티네스              | 슬로바키아 데니사 파세치아코바    | 필리핀 애널리 포브스                | 오스트레일리아 켈리 루이스 맥과이어 | 태국, 논타부리       | 71     |
| 2014 | 쿠바 리스 가르시아                     | 에티오피아 히워트 베켈레                     | 캐나다 캐서린 코헛                | 오스트레일리아 르네라 톰슨          | 콜롬비아 모니카 카스타뇨            | 태국, 방콕           | 85     |
| 2015 | 도미니카 공화국 아니아 가르시아 (폐위) | 오스트레일리아 클레어 엘리자베스 파커 (후임) | 인도 바르티카 싱                  | 필리핀 파룰 샤                      | 태국 라티콘 쿤솜                    | 태국, 방콕           | 77     |
| 2016 | 인도네시아 아리스카 푸트리 페르티위    | 필리핀 니콜 코르도베스                       | 태국 수파폰 말리소른              | 푸에르토리코 매디슨 앤더슨          | 미국 미셸 레온                      | 미국, 라스베가스     | 74     |
| 2017 | 페루 마리아 호세 로라                  | 베네수엘라 툴리아 알레만                     | 필리핀 엘리자베스 클렌시          | 푸에르토리코 브렌다 히메네스        | 체코 니콜라 울리르조바              | 베트남, 푸꾸옥       | 77     |
| 2018 | 파라과이 클라라 소사                   | 인도 미낙시 초드하리                         | 인도네시아 나디아 푸르워코        | 푸에르토리코 니콜 콜론              | 일본 오다 하루카                    | 미얀마, 양곤         | 75     |
| 2019 | 베네수엘라 발렌티나 피게라             | 멕시코 마리아 말로                           | 태국 아라야 수파루크              | 파나마 카르멘 드레이튼              | 브라질 마조리 마르셀                | 베네수엘라, 카라카스 | 60     |
| 2020 | 미국 아베나 아피아                     | 필리핀 사만다 베르나르도                     | 과테말라 이바나 배철러            | 인도네시아 카리스마 오라            | 브라질 알레즈 게데스                | 태국, 방콕           | 63     |
| 2021 | 베트남 응우옌 툭 투이 티엔             | 에콰도르 안드레아 아길레라                   | 브라질 로레나 로드리게스          | 푸에르토리코 비비아니 디아즈 아로요 | 남아프리카 공화국 진 반 담          | 태국, 방콕           | 59     |
| 2022 | 브라질 이사벨라 메닌                   | 태국 엥파 와라하                             | 인도네시아 안디나 줄리            | 베네수엘라 루이스 마테란            | 체코 마리아나 베츠코바              | 인도네시아, 자바     | 68     |
| 2023 | 페루 루치아나 푸스터                   | 미얀마 니 니 린 에인                         | 콜롬비아 마리아 알레한드라 로페스 | 미국 스테파니 미란다                | 베트남 레 호앙 프엉                 | 베트남, 호치민       | 69     |
| 2024 | 인도 레이첼 굽타 (폐위)                | 필리핀 크리스틴 줄리안 오피아자 (후임)       | 미얀마 대 수 녜인 (폐위)          | 프랑스 사피에투 카벵겔레 (폐위)     | 브라질 탈리타 하트만                | 태국, 방콕           | 68     |
| 2024 | 필리핀 크리스틴 줄리안 오피아자        | 브라질 탈리타 하트만                         | 영국 에이미 비라냐 베리           | 스페인 수사나 메디나                | 도미니카 공화국 마리아 펠릭스       | 태국, 방콕           | 68     |
| 2025 |                                        |                                              |                                   |                                     |                                     | 태국, 방콕           |        |

## 대한민국의 역대 출전자
Color Key
- 우승자
- 결선 진출 자
- 준결승

| 연도                                             | 출전자 | 도/시티         | 국가 내 대회 명칭           | 수상      | 특별수상            |
| ------------------------------------------------ | ------ | --------------- | --------------------------- | --------- | ------------------- |
| I.B.P. Korea, Inc. 의 관리하에( 대한민국)        |        |                 |                             |           |                     |
| 2025                                             | 김규리 |                 | 미스 그랜드 코리아 2025     | TBA       |                     |
| 2024                                             | 장유현 |                 | 임명하다                    | —         | - Top 22 – 전통의상 |
| 2023                                             | 박지영 |                 | 미스 그랜드 코리아 2023     | —         |                     |
| 2022                                             | 이주연 |                 | 미스 로얄코리아 미 2020     | —         |                     |
| 2021                                             | 이지호 |                 | 미스 그랜드 코리아 2021     | —         |                     |
| 2020                                             | 이현영 | 서울특별시      | 미스 그랜드 코리아 2020     | —         |                     |
| 1L2H Co., Ltd. 의 관리하에( 대한민국)            |        |                 |                             |           |                     |
| 2019                                             | 박세림 |                 | 미스 글로라이즈 코리아 2019 | 기사첨부] | 기사첨부]           |
| 2018                                             | 최민   |                 | 미스 글로라이즈 코리아 2018 | —         |                     |
| 2017                                             | 박하영 | 경기도          | 미스 글로라이즈 코리아 2017 | —         | - Top 25 – 전통의상 |
| 2016                                             | 조예슬 | 경기도          | 임명하다                    | Top 10    | - 미스 인기 투표    |
| ROSOTRO Production Company 의 관리하에 ( 캐나다) |        |                 |                             |           |                     |
| 2015                                             | 이다솔 | 한국계 캐나다인 | 임명하다                    | —         |                     |
| 2014                                             | 성혜원 | 한국계 캐나다인 | 임명하다                    | —         | - Top 19 – 전통의상 |
| 2013                                             | 김유리 | 한국계 캐나다인 | 임명하다                    | —         |                     |

## 같이 보기
- 미스그랜드코리아
- 미스 유니버스
- 미스 월드
- 미스 인터내셔널
- 미스 어스
- 미스 수프라내셔널
- 미스 인터콘티넨탈
- 미스 투어리즘 퀸 인터내셔널
- 미스 아시아 퍼시픽 인터내셔널
- 페이스 오브 뷰티 인터내셔널
- 미스 코리아
- 세종대왕 소헌왕후 선발대회